# Divergenza
Nel calcolo differenziale vettoriale, la divergenza è un campo scalare che misura la tendenza di un campo vettoriale a divergere o a convergere verso un punto dello spazio.
Il valore della divergenza di un vettore {\displaystyle \mathbf {F} } in una certa posizione è dato da un operatore differenziale, denotato con {\displaystyle \nabla \cdot } o {\displaystyle \operatorname {div} }, che fornisce una quantità scalare {\displaystyle \nabla \cdot \mathbf {F} } (o {\displaystyle \operatorname {div} \mathbf {F} )}. In coordinate cartesiane tale quantità è la somma delle derivate parziali delle componenti di {\displaystyle \mathbf {F} } lungo le direzioni degli assi.
Per esempio, se si considera un campo vettoriale in due dimensioni che rappresenta la velocità dell'acqua contenuta in una vasca (sezionata verticalmente) che si sta svuotando, la divergenza ha un valore negativo nella prossimità dello scarico (assumendo quest'ultimo al centro della vasca). Lontano dallo scarico assume invece un valore prossimo allo zero, dato che la velocità dell'acqua è quasi costante. Se si suppone l'acqua incomprimibile, in una regione in cui non ci sono né pozzi in cui essa viene scaricata, né sorgenti da cui viene introdotta, la divergenza è ovunque nulla. Un campo vettoriale con divergenza nulla ovunque viene detto indivergente. Se il dominio è semplicemente connesso e valgono le altre ipotesi  del teorema della divergenza, il campo è anche solenoidale. Un esempio di campo vettoriale solenoidale è costituito dal campo magnetico, come stabilito dalle equazioni di Maxwell. Infatti, per il campo magnetico non esistono sorgenti statiche (monopoli magnetici).

## Definizione
La divergenza è una quantità scalare che determina la tendenza delle linee di flusso di un campo vettoriale a confluire verso una sorgente o diramarsi (divergere) da essa. Tale comportamento può essere descritto considerando una regione di spazio e osservando il flusso (uscente o entrante) del campo vettoriale attraverso la superficie (chiusa) che delimita tale regione: se il flusso è uscente il campo si comporta come se all'interno della regione ci fosse una "sorgente", mentre se è entrante è come se ci fosse un "pozzo". La definizione di divergenza di un campo è ottenuta considerando il caso in cui la regione di spazio si restringe fino a diventare un punto: si tratta del limite, per il volume della regione che tende a zero, del rapporto tra il flusso del campo attraverso la superficie e il volume stesso.
Formalmente, senza fare riferimento a un particolare sistema di coordinate, la divergenza di un campo vettoriale {\displaystyle \mathbf {F} } nel punto {\displaystyle p} è pari al flusso di {\displaystyle \mathbf {F} } attraverso la frontiera liscia {\displaystyle S(V)} di una regione spaziale {\displaystyle V}, diviso per il volume {\displaystyle |V|} di {\displaystyle V}, nel limite in cui la dimensione della regione diminuisce fino a farla coincidere con il punto {\displaystyle p}. Ovvero, si tratta dell'integrale:
{\displaystyle \operatorname {div} \,\mathbf {F} (p)=\lim _{V\rightarrow \{p\}}{1 \over |V|}\int _{S(V)}{\mathbf {F} \cdot \mathbf {n} }\;dS}
dove {\displaystyle \mathbf {n} } è il versore normale alla superficie {\displaystyle S(V)} e uscente da essa. La precedente definizione è una formulazione del teorema della divergenza, secondo cui il flusso di {\displaystyle \mathbf {F} } attraverso la superficie chiusa {\displaystyle S(V)} coincide con l'integrale della divergenza di {\displaystyle \mathbf {F} } svolto nel volume {\displaystyle V}.
Con questa definizione la divergenza viene ad assumere il significato di derivata spaziale di un campo vettoriale, intendendo con questo una sorta di rapporto incrementale su un insieme di definizione che tende a zero. Il valore nullo riesce allora a descrivere la conservatività del campo {\displaystyle \mathbf {F} } quando questo rappresenta un campo di velocità. Quando si considera il trasporto di materia, ad esempio, al campo vettoriale si fa corrispondere la velocità delle particelle, e per descrivere la conservazione della materia si sfrutta il teorema della divergenza: esso consente di stabilire che la variazione temporale della densità di materia all'interno di {\displaystyle V} è uguale al flusso della materia che entra o esce attraverso {\displaystyle S(V)}. Questo è descritto in forma locale dall'equazione di continuità.

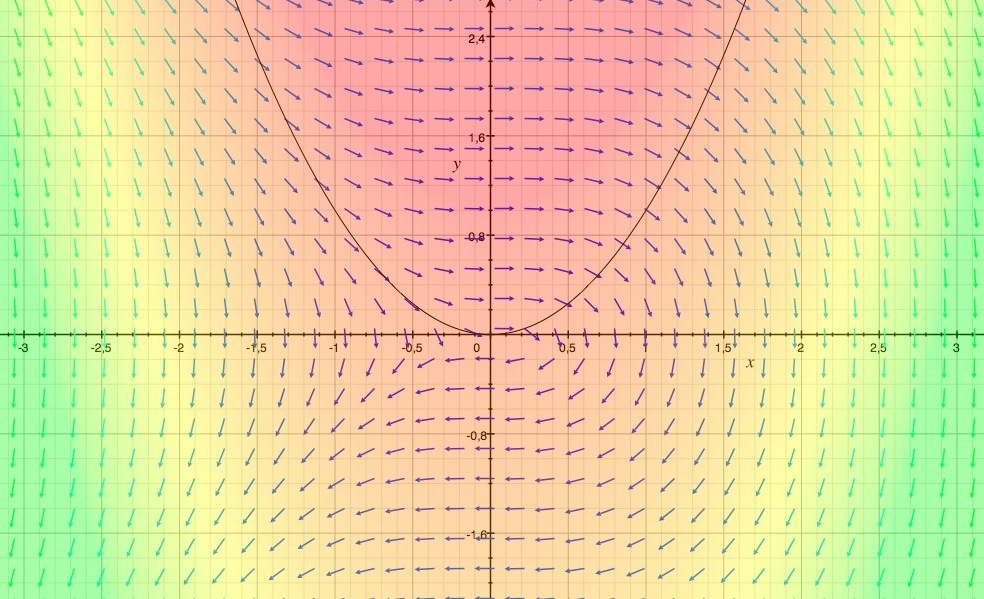
Una funzione vettoriale e la sua divergenza rappresentata come campo scalare (rosso indica maggiore, verde indica minore).

Considerando uno spazio euclideo a tre dimensioni, con versori {\displaystyle \mathbf {i} }, {\displaystyle \mathbf {j} } e {\displaystyle \mathbf {k} } relativi agli assi {\displaystyle x}, {\displaystyle y} e {\displaystyle z}, la divergenza di un campo vettoriale continuo e differenziabile {\displaystyle \mathbf {F} =F_{1}\mathbf {i} +F_{2}\mathbf {j} +F_{3}\mathbf {k} } è la funzione scalare:
{\displaystyle \operatorname {div} \,\mathbf {F} =\nabla \cdot \mathbf {F} ={\frac {\partial F_{1}}{\partial x}}+{\frac {\partial F_{2}}{\partial y}}+{\frac {\partial F_{3}}{\partial z}}}
La notazione {\displaystyle \nabla \cdot \mathbf {F} } ha una funzionalità mnemonica, in quanto il punto rappresenta l'operazione di prodotto scalare tra l'operatore nabla e il campo {\displaystyle \mathbf {F} }: applicando formalmente le definizioni dei due operandi e di prodotto scalare il risultato è la definizione di {\displaystyle \operatorname {div} \,\mathbf {F} }, ma chiaramente si tratta di un abuso di notazione e non di un prodotto scalare ben definito. Restando in coordinate cartesiane, la divergenza di un campo tensoriale {\displaystyle {\underline {\underline {\varepsilon }}}} del secondo ordine differenziabile con continuità è un campo tensoriale del primo ordine:
{\displaystyle {\overrightarrow {\operatorname {div} }}\,(\mathbf {\underline {\underline {\varepsilon }}} )={\begin{bmatrix}{\frac {\partial \varepsilon _{xx}}{\partial x}}+{\frac {\partial \varepsilon _{yx}}{\partial y}}+{\frac {\partial \varepsilon _{zx}}{\partial z}}\\[6pt]{\frac {\partial \varepsilon _{xy}}{\partial x}}+{\frac {\partial \varepsilon _{yy}}{\partial y}}+{\frac {\partial \varepsilon _{zy}}{\partial z}}\\[6pt]{\frac {\partial \varepsilon _{xz}}{\partial x}}+{\frac {\partial \varepsilon _{yz}}{\partial y}}+{\frac {\partial \varepsilon _{zz}}{\partial z}}\end{bmatrix}}}
Considerando invece un campo vettoriale espresso coordinate cilindriche {\displaystyle \mathbf {F} =\mathbf {e} _{r}F_{r}+\mathbf {e} _{z}F_{z}+\mathbf {e} _{\theta }F_{\theta },}, la divergenza è:
{\displaystyle \operatorname {div} \,\mathbf {F} =\nabla \cdot \mathbf {F} ={\frac {1}{r}}{\frac {\partial }{\partial r}}(rF_{r})+{\frac {1}{r}}{\frac {\partial F_{\theta }}{\partial \theta }}+{\frac {\partial F_{z}}{\partial z}}}
Infine, in coordinate sferiche, con {\displaystyle \theta } l'angolo rispetto all'asse {\displaystyle z} e {\displaystyle \phi } la rotazione intorno all'asse {\displaystyle z}, la divergenza è:
{\displaystyle \operatorname {div} \,\mathbf {F} =\nabla \cdot \mathbf {F} ={\frac {1}{r^{2}}}{\frac {\partial }{\partial r}}(r^{2}F_{r})+{\frac {1}{r\sin \theta }}{\frac {\partial }{\partial \theta }}(\sin \theta \,F_{\theta })+{\frac {1}{r\sin \theta }}{\frac {\partial F_{\phi }}{\partial \phi }}}

### Generalizzazioni
La divergenza è un caso particolare della derivata esterna, quando quest'ultima mappa una 2-forma in una 3-forma in {\displaystyle \mathbb {R} ^{3}}. Si consideri una 2-forma:
{\displaystyle j=F_{1}\ dy\wedge dz+F_{2}\ dz\wedge dx+F_{3}\ dx\wedge dy,}
che, ad esempio, nel caso di trasporto di materia misura l'aumento di particelle che attraversa la superficie per unità di tempo in un fluido di densità {\displaystyle \rho =1dx\wedge dy\wedge dz} che si muove con velocità locale {\displaystyle \mathbf {F} }. La sua derivata esterna {\displaystyle dj} è data da:
{\displaystyle dj=\left({\frac {\partial F_{1}}{\partial x}}+{\frac {\partial F_{2}}{\partial y}}+{\frac {\partial F_{3}}{\partial z}}\right)dx\wedge dy\wedge dz=(\nabla \cdot \mathbf {F} )\rho }
La divergenza di {\displaystyle \mathbf {F} } può quindi essere espressa come:
{\displaystyle \nabla \cdot \mathbf {F} =\star {\mathbf {d} }{\star {\mathbf {F} ^{\flat }}}}
dove {\displaystyle \flat } denota uno dei due isomorfismi musicali, e {\displaystyle \star } denota il duale di Hodge.
Si consideri una varietà di dimensione {\displaystyle n} con una forma di volume {\displaystyle \mu }, ad esempio una varietà riemanniana o lorentziana. Dato un campo vettoriale {\displaystyle X}, esso definisce una {\displaystyle n-1} forma {\displaystyle j=i_{X}\mu } ottenuta contraendo {\displaystyle X} con {\displaystyle \mu }. La divergenza {\displaystyle \operatorname {div} (X)} di {\displaystyle X} rispetto a {\displaystyle \mu } è definita da:
{\displaystyle dj=\operatorname {div} (X)\mu .}
Sfruttando la derivata di Lie {\displaystyle {\mathcal {L}}_{X}\mu } si può scrivere:
{\displaystyle {\mathcal {L}}_{X}\mu =\operatorname {div} (X)\mu .}
Su una varietà riemanniana o lorentziana la divergenza rispetto alla forma di volume può essere calcolata in termini della connessione di Levi-Civita {\displaystyle \nabla }:
{\displaystyle \operatorname {div} (X)=\nabla \cdot X=X_{;a}^{a},}
dove la seconda espressione è la contrazione della 1-forma {\displaystyle \nabla X} a valori in un campo vettoriale con sé stessa.
La divergenza può anche essere generalizzata ai tensori. Nella notazione di Einstein la divergenza di un vettore controvariante {\displaystyle F^{\mu }} è data da:
{\displaystyle \nabla \cdot \mathbf {F} =\nabla _{\mu }F^{\mu }.}
dove {\displaystyle \nabla _{\mu }} è la derivata covariante. In modo equivalente, alcuni autori definiscono la divergenza di un tensore misto attraverso la "notazione musicale #", ovvero se {\displaystyle T} è un tensore di tipo {\displaystyle (p,q)}, con {\displaystyle p} indice di controvarianza e {\displaystyle q} di covarianza, allora la divergenza di {\displaystyle T} è il tensore di tipo {\displaystyle (p,q-1)}:
{\displaystyle (\operatorname {div} T)(Y_{1},\dots ,Y_{q-1})=\operatorname {tr} (X\mapsto \#(\nabla T)(X,\cdot ,Y_{1},\dots ,Y_{q-1})).}

## Teorema di scomposizione
Un campo vettoriale sufficientemente regolare è completamente determinato quando sono noti la sua divergenza e il suo rotore in ogni punto del suo dominio. Si può mostrare infatti che ogni flusso stazionario {\displaystyle \mathbf {v} (\mathbf {r} )}, che sia differenziabile almeno due volte in {\displaystyle {\mathbb {R} }^{3}} e che si annulli in modo sufficientemente rapido per {\displaystyle |\mathbf {r} |\to \infty }, può essere decomposto in una parte irrotazionale {\displaystyle \mathbf {E} (\mathbf {r} )} e una parte solenoidale {\displaystyle \mathbf {B} (\mathbf {r} )}.
Per la parte irrotazionale:
{\displaystyle \mathbf {E} =-\nabla \Phi (\mathbf {r} )}
con:
{\displaystyle \Phi (\mathbf {r} )=\int _{\mathbb {R} ^{3}}\,{\rm {d}}^{3}\mathbf {r} '\;{\frac {\operatorname {div} \,\mathbf {v} (\mathbf {r} ')}{4\pi |\mathbf {r} -\mathbf {r} '|}}}
Per la parte solenoidale è sufficiente rimpiazzare nelle precedenti espressioni il potenziale scalare {\displaystyle \Phi (\mathbf {r} )} con un potenziale vettore {\displaystyle \mathbf {A} (\mathbf {r} )}, il gradiente {\displaystyle -\nabla \Phi } con il rotore {\displaystyle \nabla \times \mathbf {A} } e {\displaystyle \operatorname {div} \,\mathbf {v} } con {\displaystyle \nabla \times \mathbf {v} }. Si tratta di un caso speciale della decomposizione di Helmholtz o teorema di Helmholtz.

## Proprietà
La divergenza è un operatore lineare, cioè:
{\displaystyle \operatorname {div} (a\mathbf {F} +b\mathbf {G} )=a\;\operatorname {div} (\mathbf {F} )+b\;\operatorname {div} (\mathbf {G} )\qquad \forall a,b\in \mathbb {R} }
per ogni coppia di campi vettoriali {\displaystyle \mathbf {F} } e {\displaystyle \mathbf {G} }, che gode delle seguenti proprietà:
- Vi è una regola del prodotto tale per cui se {\displaystyle \varphi } è una funzione a valori in un campo di scalari e {\displaystyle \mathbf {F} } un campo vettoriale allora:

{\displaystyle \operatorname {div} (\varphi \mathbf {F} )=\operatorname {grad} (\varphi )\cdot \mathbf {F} +\varphi \;\operatorname {div} (\mathbf {F} )}
che si può scrivere anche come:
{\displaystyle \nabla \cdot (\varphi \mathbf {F} )=(\nabla \varphi )\cdot \mathbf {F} +\varphi \;(\nabla \cdot \mathbf {F} )}
- La divergenza del prodotto vettoriale è:

{\displaystyle \operatorname {div} (\mathbf {F} \times \mathbf {G} )=\mathbf {G} \cdot \operatorname {rot} (\mathbf {F} )\;-\;\mathbf {F} \cdot \operatorname {rot} (\mathbf {G} )}
che si può scrivere anche come:
{\displaystyle \nabla \cdot (\mathbf {F} \times \mathbf {G} )=\mathbf {G} \cdot (\nabla \times \mathbf {F} )-\mathbf {F} \cdot (\nabla \times \mathbf {G} )}
- Il laplaciano di un campo scalare è la divergenza del suo gradiente:

{\displaystyle \operatorname {div} (\nabla \varphi )=\nabla ^{2}\varphi }
- La divergenza del rotore di qualsiasi campo vettoriale in 3 dimensioni è nulla:

{\displaystyle \nabla \cdot (\nabla \times \mathbf {F} )=0}

## Esempi

### Coordinate polari piane

Coordinate polari

In {\displaystyle \mathbb {R} ^{2}} possiamo introdurre altri sistemi di riferimento come quello polare:
{\displaystyle {\begin{cases}x=\rho \cos \phi \\y=\rho \sin \phi \end{cases}}}
Dove {\displaystyle \rho } rappresenta la coordinata radiale e {\displaystyle \phi } rappresenta la coordinata angolare.
Supponendo di voler eseguire la divergenza di una funzione vettoriale:
{\displaystyle \mathbf {F} (\rho ;\phi )=F_{\rho }\,\mathbf {e} _{\rho }+F_{\phi }\,\mathbf {e} _{\phi }}
si può scrivere il prodotto scalare delle due grandezze vettoriali:
{\displaystyle \nabla \cdot \mathbf {F} =\left(\mathbf {e} _{\rho }{\frac {\partial }{\partial \rho }}+\mathbf {e} _{\phi }{\frac {1}{\rho }}{\frac {\partial }{\partial \phi }}\right)\cdot \left(F_{\rho }\,\mathbf {e} _{\rho }+F_{\phi }\,\mathbf {e} _{\phi }\right)}
avendo ricordato che:
{\displaystyle \left(d\mathbf {l} \,\right)_{\hat {\rho }}=d\rho \qquad \left(d\mathbf {l} \,\right)_{\hat {\phi }}=\rho \,d\phi }
Eseguendo il prodotto si ottiene:
{\displaystyle \nabla \cdot \mathbf {F} =\mathbf {e} _{\rho }\cdot \left({\frac {\partial F_{\rho }}{\partial \rho }}\,\mathbf {e} _{\rho }+F_{\rho }{\frac {\partial \,\mathbf {e} _{\rho }}{\partial \rho }}+{\frac {\partial F_{\phi }}{\partial \rho }}\,\mathbf {e} _{\phi }+F_{\phi }{\frac {\partial \,\mathbf {e} _{\phi }}{\partial \rho }}\right)\,+}
{\displaystyle +\,{\frac {1}{\rho }}\,\mathbf {e} _{\phi }\cdot \left({\frac {\partial F_{\rho }}{\partial \phi }}\,\mathbf {e} _{\rho }+F_{\rho }{\frac {\partial \,\mathbf {e} _{\rho }}{\partial \phi }}+{\frac {\partial F_{\phi }}{\partial \phi }}\,\mathbf {e} _{\phi }+F_{\phi }{\frac {\partial \,\mathbf {e} _{\phi }}{\partial \phi }}\right)}
Si nota che due delle quattro derivate dei versori sono nulle. Infatti, al variare di {\displaystyle \rho } il versore {\displaystyle \mathbf {e} _{\rho }} non cambia di orientazione (né di modulo, essendo un versore) e la sua derivata rispetto a {\displaystyle \rho } sarà di conseguenza nulla. Allo stesso modo {\displaystyle \mathbf {e} _{\phi }} non varierà al variare di {\displaystyle \rho }. Le restanti due derivate invece si trovano:
{\displaystyle {\frac {\partial \mathbf {e} _{\rho }}{\partial \phi }}={\frac {\partial }{\partial \phi }}\left(\cos \phi \,\mathbf {e} _{x}+\sin \phi \,\mathbf {e} _{y}\right)=-\sin \phi \,\mathbf {e} _{x}+\cos \phi \,\mathbf {e} _{y}=\mathbf {e} _{\phi }}
{\displaystyle {\frac {\partial \,\mathbf {e} _{\phi }}{\partial \phi }}={\frac {\partial }{\partial \phi }}\left(-\sin \phi \,\mathbf {e} _{x}+\cos \phi \,\mathbf {e} _{y}\right)=-\cos \phi \,\mathbf {e} _{x}-\sin \phi \,\mathbf {e} _{y}=-\mathbf {e} _{\rho }}
e sostituendo:
{\displaystyle \nabla \cdot \mathbf {F} ={\frac {\partial F_{\rho }}{\partial \rho }}+{\frac {1}{\rho }}\left(F_{\rho }+{\frac {\partial F_{\phi }}{\partial \phi }}\right)}
la divergenza in coordinate polari diventa quindi lo scalare:
{\displaystyle \nabla \cdot \mathbf {F} (\rho ;\phi )={\frac {1}{\rho }}{\frac {\partial \!\left(\rho F_{\rho }\right)}{\partial \rho }}+{\frac {1}{\rho }}{\frac {\partial F_{\phi }}{\partial \phi }}}

### Coordinate sferiche

Coordinate sferiche

In {\displaystyle \mathbb {R} ^{3}} si possono introdurre altri sistemi di riferimento, come le coordinate sferiche:
{\displaystyle {\begin{cases}x=\rho \sin \theta \cos \phi \\y=\rho \sin \theta \sin \phi \\z=\rho \cos \theta \end{cases}}}
dove {\displaystyle \rho } rappresenta la coordinata radiale, {\displaystyle \phi } rappresenta la coordinata angolare dall'asse {\displaystyle x} e {\displaystyle \theta } rappresenta la coordinata angolare dall'asse {\displaystyle z}. Analogamente al caso precedente, è sufficiente proiettare il differenziale sulle nuove coordinate:
{\displaystyle \left(d\mathbf {l} \right)_{\hat {\rho }}=d\rho \qquad \left(d\mathbf {l} \right)_{\hat {\phi }}=\rho \sin \theta \,d\phi \qquad \left(d\mathbf {l} \right)_{\hat {\theta }}=\rho \,d\theta }
Quindi se:
{\displaystyle \mathbf {F} (\rho ,\theta ,\phi )=F_{\rho }\ {\hat {\rho }}+F_{\theta }\ {\hat {\theta }}+F_{\phi }\ {\hat {\phi }}}
la divergenza in coordinate sferiche diventa lo scalare:
{\displaystyle \nabla \cdot \mathbf {F} (\rho ,\theta ,\phi )=}
{\displaystyle ={\frac {1}{\rho ^{2}}}{\frac {\partial (\rho ^{2}\,F_{\rho })}{\partial \rho }}+{\frac {1}{\rho \sin \theta }}{\frac {\partial (\sin \theta \ F_{\theta })}{\partial \theta }}+{\frac {1}{\rho \sin \theta }}{\frac {\partial F_{\phi }}{\partial \phi }}=}
{\displaystyle ={\frac {1}{\rho ^{2}}}\left(2\rho F_{\rho }+\rho ^{2}{\frac {\partial F_{\rho }}{\partial \rho }}\right)+{\frac {1}{\rho \sin \theta }}\left(\cos \theta F_{\theta }+\sin \theta {\frac {\partial F_{\theta }}{\partial \theta }}\right)+{\frac {1}{\rho \sin \theta }}{\frac {\partial F_{\phi }}{\partial \phi }}=}
{\displaystyle ={\frac {2F_{\rho }}{\rho }}+{\frac {\partial F_{\rho }}{\partial \rho }}+{\frac {1}{\rho \tan \theta }}F_{\theta }+{\frac {1}{\rho }}{\frac {\partial F_{\theta }}{\partial \theta }}+{\frac {1}{\rho \sin \theta }}{\frac {\partial F_{\phi }}{\partial \phi }}}

### Divergenza del rotore
In {\displaystyle \mathbb {R} ^{3}} la divergenza del rotore di qualsiasi campo vettoriale di classe {\displaystyle C^{2}} è sempre uguale a {\displaystyle 0}.
Infatti, sia {\displaystyle \mathbf {F} } un campo vettoriale di classe {\displaystyle C^{2}}:
{\displaystyle \nabla \cdot (\nabla \times \mathbf {F} )=\nabla \cdot \left({\frac {\partial F_{3}}{\partial y}}-{\frac {\partial F_{2}}{\partial z}}\,,\,{\frac {\partial F_{1}}{\partial z}}-{\frac {\partial F_{3}}{\partial x}}\,,\,{\frac {\partial F_{2}}{\partial x}}-{\frac {\partial F_{1}}{\partial y}}\right)=}
{\displaystyle ={\frac {\partial ^{2}F_{3}}{\partial x\partial y}}-{\frac {\partial ^{2}F_{2}}{\partial x\partial z}}+{\frac {\partial ^{2}F_{1}}{\partial y\partial z}}-{\frac {\partial ^{2}F_{3}}{\partial y\partial x}}+{\frac {\partial ^{2}F_{2}}{\partial z\partial x}}-{\frac {\partial ^{2}F_{1}}{\partial z\partial y}}=}
{\displaystyle ={\frac {\partial ^{2}F_{1}}{\partial y\partial z}}-{\frac {\partial ^{2}F_{1}}{\partial z\partial y}}+{\frac {\partial ^{2}F_{2}}{\partial z\partial x}}-{\frac {\partial ^{2}F_{2}}{\partial x\partial z}}+{\frac {\partial ^{2}F_{3}}{\partial x\partial y}}-{\frac {\partial ^{2}F_{3}}{\partial y\partial x}}=0}
Poiché la funzione è di classe {\displaystyle C^{2}} secondo il teorema di Schwarz le derivate miste sommandosi si annullano (se sono soddisfatte le ipotesi del teorema di Schwarz, infatti, l'ordine di derivazione è indifferente).